# Renault F-motor
Renault F-motoren (Fonte, som betyder støbejern på fransk og refererer til materialet motorblokken er lavet af), en en firecylindret bilrækkemotor fra Renault. Motoren blev introduceret i 1981 som efterfølger for Cléon-Alu -motor og i første omgang benyttet i Renault 9 og Renault 11. I dag er motoren stadigvæk i produktion, med få mindre tekniske evolutioner på F4R, F5R og F9Q.
Motoren har været dominerende i Renaults motorprogram i de tidligere 2000'ere, da den kom i mere kraftfulde benzin- og dieseludgaver med overliggende knastaksel. F-motoren dannede også basis for Renaults første produktionsmotor med fire ventiler pr. cylinder (F7x). "F2N"-motoren på 1721 cm³ blev også benyttet i flere mindre Volvo-modeller, af Volvo kaldet "B172".
F-motoren er løbende blevet afløst af M-type motoren, men fortsætter i produktion og vil fortsætte med at blive OEM-monteret i biler i flere år endnu.
I dag bygges F-type motorerne på Renaults motorfabrik i Cléon, nær Rouen i Normandiet.

## Udgåede motorer

### F1x
F1x fandtes udelukkende med slagvolume på 1,7 liter (1721 cm³). Motoren var udstyret med parallelle ventiler og enkelt karburator.
Applikationer:
- F1N 1,7 liter (1721 cm³), boring × slaglængde: 81,0 × 83,5 mm
  - Renault Trafic 1984−1997

### F2x
F2x var 8-ventilet med enkelt overliggende knastaksel og dobbelt karburator.
Applikationer:
- F2N 1,7 liter (1721 cm³), boring × slaglængde: 81,0 × 83,5 mm
  - Renault 5 Super 5 1985−1993
  - Renault 9 1984−1989
  - Renault 11 1983−1989
  - Renault 19 1988−1996
  - Renault 21 1986−1995
  - Renault Clio 1990−1997
  - Volvo 440 1988−1996
  - Volvo 460 1988−1996
- F2R 2,0 liter (1965 cm³)
  - Renault 21 1985−1993 (ingen officielle Renault-kilder kendte, nogle siger 90 hk og andre 102 hk)

### F3x
F3x var mekanisk set identisk med F2x, men benyttede i stedet for karburator monopoint-indsprøjtning. Nogle senere versioner benyttede multipoint-indsprøjtning.
Applikationer:
- F3N 1,7 liter (1721 cm³), boring × slaglængde: 81,0 × 83,5 mm
  - Renault 5 Super 5 1985−1993
  - Renault 9 1985−1989
  - Renault 11 1985−1989
  - Renault 19 1988−2000
  - Renault 21 1986−1995
  - Renault Alliance/Encore 1985−1987 (kun USA og Canada)
  - Volvo 440 1988−1996
  - Volvo 460 1988−1996
  - Volvo 480 1986−1995
- F3P 1,8 liter (1794 cm³), boring × slaglængde: 82,7 × 83,5 mm
  - Renault 19 1988−2000
  - Renault Clio 1992−1997
  - Renault Laguna 1994−1999
  - Volvo 440 1988−1996
  - Volvo 460 1988−1996
- F3R 2,0 liter (1998 cm³), boring × slaglængde: 82,7 × 93,0 mm
  - Renault Laguna 1994−2001
  - Renault Mégane 1995−2000
  - Renault Espace 1996−2000
  - Moskvitch 2141 "Svyatogor" (kun Rusland)
  - Volvo 440 1988−1996
  - Volvo 460 1988−1996
  - Volvo 480 1986−1995

### F5x
F5x var mekanisk identisk med F4x med 16 ventiler og dobbelte overliggende knastaksler, men var udstyret med direkte benzinindsprøjtning.
Applikationer:
- F5R 2,0 liter (1998 cm³), boring × slaglængde: 82,7 x 93,0 mm
  - Renault Mégane 1999−2001
  - Renault Laguna 2001−2003

### F7x
F7x var den første F-type motor med 16 ventiler og dobbelte overliggende knastaksler. Både 1,8'eren og 2,0'eren var udstyret med multipoint-indsprøjtning.
Applikationer:
- F7P 1,8 liter (1764 cm³), boring × slaglængde: 82,0 × 83,5 mm
  - Renault 19 1988−1997
  - Renault Clio 1991−1996
- F7R 2,0 liter (1998 cm³), boring × slaglængde: 82,7 × 93,0 mm
  - Renault Clio Williams 1994−1998
  - Renault Mégane 1995−1999
  - Renault Spider 1995−1999

### F8x
F8x var en dieselmotor med indirekte indsprøjtning, enkelt overliggende knastaksel og 8 ventiler. Motoren benyttede hvirvelkamre til at blande luft og brændstof.
Applikationer:
- F8M 1,6 liter (1596 cm³), boring × slaglængde: 78,0 × 83,5 mm
  - Renault 5 Super 5 1985−
  - Renault 9 1982−1989
  - Renault 11 1983−1989
  - Renault Extra 1986−
  - Volvo 340 1976−1991
- F8Q 1,9 liter (1870 cm³), boring × slaglængde: 80,0 × 93,0 mm
  - Dacia Pick-Up 2002−2006
  - Dacia Solenza 2003−2005
  - Mitsubishi Carisma 1996−2000
  - Renault 19 1988−2000
  - Renault 21 1990−1995
  - Renault Clio 1991−1997
  - Renault Mégane 1995−2002
  - Renault Scénic 1996−2003
  - Renault Extra 1986−
  - Renault Trafic 1997−2001
  - Volvo 440 1994−1996
  - Volvo 460 1994−1996
  - Volvo S40/V40 1995−2004

## Aktuelle motorer

### F4x
F4x er en 16-ventilet motor med dobbelte overliggende knastaksler og multipoint-indsprøjtning.
Applikationer:
- F4P 1,8 liter (1783 cm³), boring × slaglængde: 82,7 × 83,0 mm
  - Renault Laguna 1998−2005
  - Proton Waja 2002
- F4R 2,0 liter (1998 cm³), boring × slaglængde: 82,7 × 93,0 mm
  - Renault Clio Renault Sport 2000−
  - Renault Mégane 2002−2009
  - Renault Scénic 1999−2009
  - Renault Laguna 1998−2007
  - Renault Espace 1996−
- F4Rt 2,0 liter (1998 cm³), boring × slaglængde: 82,7 × 93,0 mm
  - Renault Espace 2002−
  - Renault Vel Satis 2002−2009
  - Renault Avantime 2001−2003
  - Renault Mégane 2002−[4]
  - Renault Laguna 2001−
  - Renault Scénic 2003−

### F9x
F9x er en dieselmotor med direkte indsprøjtning, 8 ventiler og enkelt overliggende knastaksel. Dieselolien leveres enten af en mekanisk indsprøjtningspumpe eller et commonrail-indsprøjtningssystem.
Applikationer:
- F9Q 1,9 liter (1870 cm³), boring × slaglængde: 80,0 × 93,0 mm
  - Mitsubishi Carisma 2000−2004
  - Mitsubishi Space Star 2001−2005
  - Nissan Primastar 2002−
  - Nissan Interstar 2002−2010
  - Opel Vivaro 2001−
  - Opel Movano 1998−2010
  - Renault Mégane 1998−
  - Renault Scénic 1997−
  - Renault Laguna 1997−2007
  - Renault Espace 1996−2010
  - Renault Trafic 2001−
  - Renault Master 1997−
  - Suzuki Grand Vitara 2005−
  - Volvo S40/V40 2000−2004